# Мінар-е-Пакистан
Мінар-е-Пакистан (англ. Minar-e-Pakistan; урду مینار پاکستان, букв. — Вежа Пакистану) — мінарет в центрі Лахора, побудований в пам'ять про підписання лахорскоїй резолюції про проголошення окремої мусульманської держави після надання незалежності Британській Індії. Архітектура мінарету відображає поєднання могольского і сучасного східного стилів.

## Спорудження
Мінар-е-Пакистан був зведений в лахорскому Ікбал-парку в пам'ять про резолюцію, прийнятої в ході щорічної сесії Всєїндійськой мусульманської ліги, що проходила з 22 березня по 24 березня 1940 року. У резолюції проголошувалося, що після надання Британській Індії незалежності, на території, населеній переважно мусульманами, повинна бути утворена окрема держава — Пакистан. Мінарет був закладений з нагоди 20-річчя резолюції на тому місці, де вона була прийнята, будівництво було закінчено в 1968 році.
Платформа на якій стоїть вежа піднімається приблизно на 4 метри від землі. Потім конструкція піднімається на 13 метрів і утворює форму квіткової вази з якої вгору на 50 метрів підноситься вежа.
Базова платформа споруди має форму 5-променевої зірки.
Загальна висота пам'ятника становить близько 60 метрів. Він побудований з армованого бетону, підлоги і стіни зроблені з каменю і мармуру.
Вежа була розроблена архітектором та інженером Насреддін Мурат-ханом. Перший камінь у фундамент був закладений 23 березня 1960, будівництво зайняло вісім років, і було завершено 31 жовтня 1968 за орієнтовною ціною 7058000 рупій. Гроші були зібрані шляхом введення додаткового податку на кіно та перегони на вимогу Ахтар Хусейна, губернатора Західного Пакистану. Сьогодні, мінарет забезпечує панорамний вид для відвідувачів, які можуть піднятися вгору по сходах та за допомогою ліфта. Навколо пам'ятника розташовані мармурові фонтани і штучне озеро.

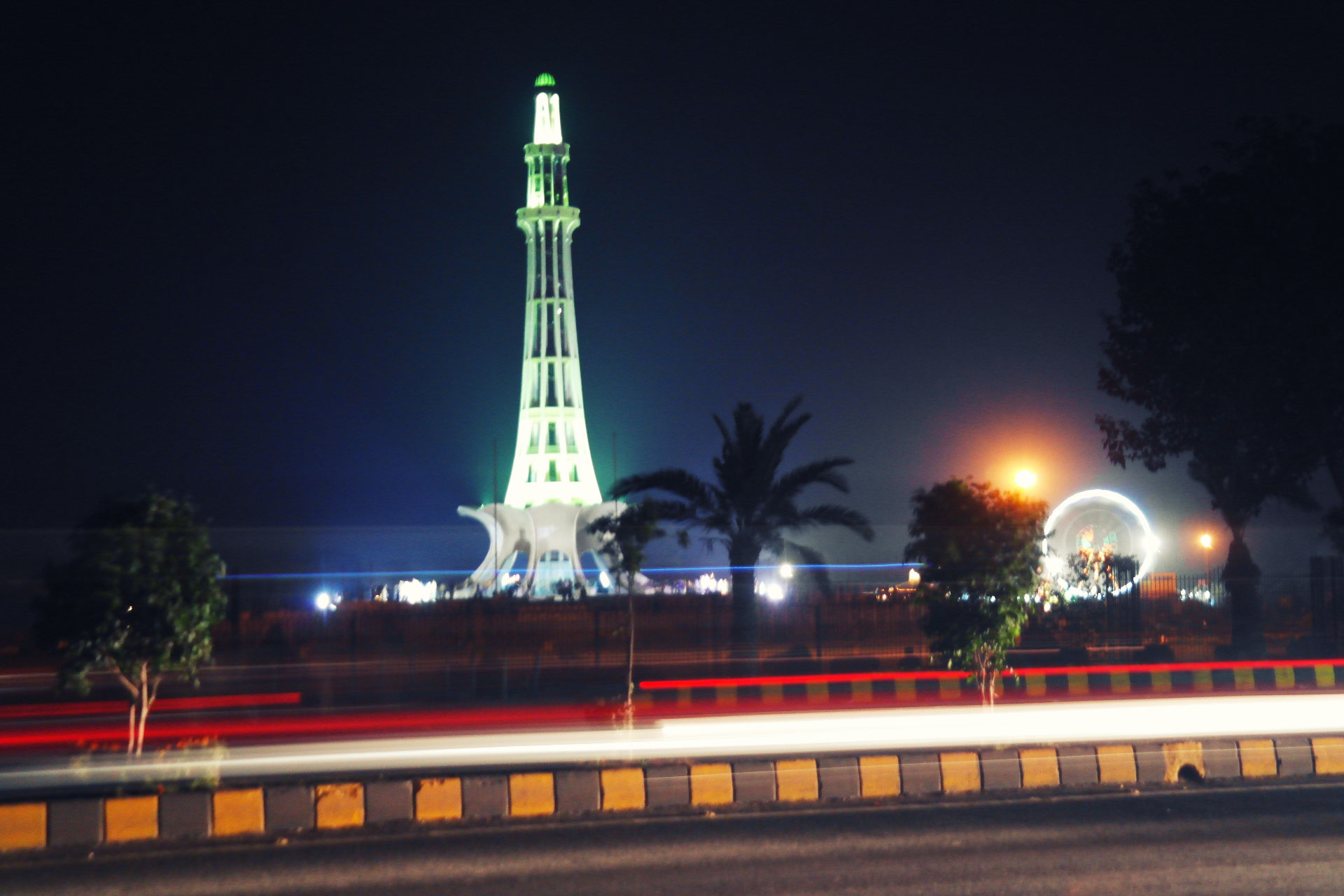
Вежа

## Використання
Мінар-е-Пакистан завжди служив як місце для політичних протестів і мітингів.